# Arrondissement de Colberg-Cörlin

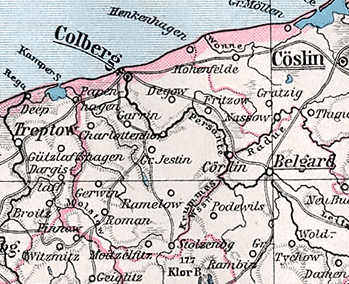
Le territoire de l'arrondissement en 1905

L'arrondissement de Colberg-Cörlin est un arrondissement prussien de la province de Poméranie qui existe entre 1872 et 1945. C'est l'un des trois arrondissements successeurs de l'arrondissement de la principauté (de). Depuis 1920, sa ville d'arrondissement de Colberg forme son propre arrondissement urbain. L'ancien territoire de l'arrondissement se trouve maintenant dans les powiats de Kołobrzeg et Białogard dans la voïvodie polonaise de Poméranie-Occidentale.

## Histoire
L'arrondissement de Colberg-Cörlin est créé le 1er septembre 1872 à partir de la partie occidentale de l'arrondissement de la principauté (de) . Il fait partie du district de Cöslin (plus tard Köslin) dans la province de Poméranie et, au début de son existence, comprend les villes de Colberg et Cörlin, 76 communes et 65 districts de domaine. Le bureau de l'arrondissement est dans la ville de Colberg.
Le 1er mai 1920, la ville de Colberg quitte l'arrondissement et forme depuis son propre arrondissement. Une réforme territoriale le 30 septembre 1929, suivant l'évolution du reste de l'État libre de Prusse, dissous tous les districts de domaine indépendants et les attribuent aux communes voisines.
Au printemps 1945, le territoire de l'arrondissement est occupé par l'Armée rouge. Après la fin de la guerre, l'arrondissement est placé sous administration polonaise par les forces d'occupation soviétiques à l'été 1945 conformément à l'Accord de Potsdam (de). Dans la période qui suit, la plupart des habitants de l'arrondissement sont expulsés par les autorités administratives polonaises locales.

## Évolution de la démographie
| Année | Habitants | Source |
| ----- | --------- | ------ |
| 1871  | 47 938    | [ 1 ]  |
| 1890  | 52 234    | [ 2 ]  |
| 1900  | 57 871    | [ 2 ]  |
| 1910  | 63 776    | [ 2 ]  |
|       |           |        |
| 1925  | 39 932    | [ 2 ]  |
| 1933  | 39 192    | [ 2 ]  |
| 1939  | 38 748    | [ 2 ]  |

## Administrateurs de l'arrondissement
- 1872–187800Robert von Schröder (de)
- 1878–187900Peterssen
- 1879–188900Ernst von Natzmer
- 1889–189200Wilhelm von Holtz

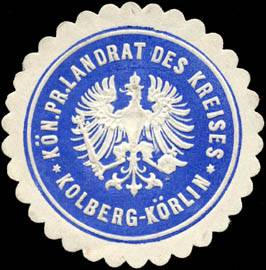
Marque de sceau de l'administrateur royal prussien de l'arrondissement de Colberg-Cörlin

- 1892–190200Albert August Wilhelm von Puttkamer (de)
- 1902–191100Rüdiger von der Goltz (de)
- 1911–191400Hans Joachim von Brockhusen
- 1914–191600Rudolf Klein (de)
- 1917–191900Nikolaus von Gerlach (de)
- 1919–999900von Alvensleben
- 1919–192800Kurt von Stempel (de)
- 1928–193400Gustav Berlin
- 1934–194500Johannes Hossenfelder

## Constitution communale
Depuis le XIXe siècle, l'arrondissement de Colberg-Cörlin est divisé en villes, en communes et en districts de domaine. Avec l'introduction de la loi constitutionnelle prussienne sur les communes du 15 décembre 1933 ainsi que le code communal allemand du 30 janvier 1935, le principe du leader est appliqué au niveau municipal. Une nouvelle constitution d'arrondissement n'est plus créée; Les règlements de l'arrondissement pour les provinces de Prusse-Orientale et Occidentale, de Brandebourg, de Poméranie, de Silésie et de Saxe du 19 mars 1881 restent applicables.

## Villes et communes
En 1945, l'arrondissement de Colberg-Cörlin comprend une ville et 78 communes : 
| 1. Altbork (avec Bahnhof Altbork (de)) 2. Alt Tramm (avec Ziegelei) 3. Alt Werder 4. Baldekow 5. Bartin 6. Bodenhagen 7. Bogenthin 8. Bullenwinkel (de) 9. Büssow 10. Damgardt 11. Damitz 12. Dassow (avec Ausbau Alt Marrin (de), Dassower Mühle (de) et Hoppekathen) 13. Degow (avec Bahnhof Degow (de), Ochsenwiese (de), Peuske et Siedlung nach Bartin (de)) 14. Drenow (avec Charlottenhof, Neumühl et Sophienhof) 15. Drosedow (avec Vorwerk Drosedow et Waldhof) 16. Eickstedtswalde (avec Groß Vorbeck et Klein Vorbeck) 17. Fritzow 18. Gandelin (avec Neu Gandelin) 19. Ganzkow 20. Garchen (avec Schwartow) 21. Garrin 22. Gervin (avec Birkhain) 23. Gribow 24. Groß Jestin 25. Henkenhagen (avec Ulrichshof et Ziegenberg) 26. Jaasde (avec Jaasder Katen) 27. Jarchow 28. Karvin (avec Dumzin et Karviner Mühle (de)) 29. Kerstin (avec Fuchsmühle (de), Johannesthal et Krühne) 30. Klein Jestin 31. Kolberger Deep 32. Kölpin (avec Grandhof, Kölpiner Mühle, Neukölpin (de), Schmuckenthin et Vogelsang) 33. Körlin, ville (avec Forsthaus Stadtwald, Hühnerheide, Stadtholzkaten et Vorwerk Körlin) 34. Kowanz (avec Neu Kowanz et Ritterberg (de)) 35. Leikow (avec Bahnhof Fritzow (de), Putzernin (de) et Zürkow (de)) 36. Lestin (avec Forsthaus Freienfelde, Grünhaus (de), Lestiner Krugplatz (de) et Strebelow) 37. Lübchow (avec Lübchower Mühle (de)) 38. Mallnow (avec Koseeger (de) et Kruckenbeck (de)) 39. Mechenthin 40. Mohrow 41. Moitzelfitz (avec Schönau et Wedderwill) 42. Naugard (avec Eisenbahnhaltestelle Papenhagen (de), Papenhagen et Ziegelei Papenhagen (de)) 43. Necknin (avec Erziehungsheim (de) et Martensche Ziegelei (de)) 44. Nehmer (avec Pottberg (de) et Stubbenberg) 45. Nessin 46. Neubork 47. Neurese (avec Marienhof) 48. Neu Tramm 49. Neu Werder 50. Peterfitz (avec Emmasthal, Fähre (de), Forsthaus Klaptow (de), Hypkenmühle (de), Klaptow et Lustebuhr) 51. Petersfelde (avec Dryhn et Meierei) 52. Petershagen (avec Pommerscher Hof) 53. Pobloth (de) (avec Groß Pobloth, Klein Pobloth et Vorwerk Groß Pobloth (de)) 54. Poldemin 55. Prettmin 56. Quetzin (de) (avec Alt Quetzin, Bocksberg et Neu Quetzin) 57. Rabuhn (avec Moitzlin) 58. Ramelow (avec Büchenberg (de), Emmenthal (de), Meisegau, Rollborn (de) et Vorwerk Ramelow (de)) 59. Reselkow (avec Ausbau Brandmoor (de), Ausbau Brückenkrug (de), Ausbau Eichhof (de), Ausbau Pinnow (de), Brückenkrug, Forsthaus am Steudnitzsee (de), Forsthaus Seebeck (de), Hohenfier, Jäglin, Karlshagen, Mühlenbruch, Neu Reselkow et Sophienwalde (de)) 60. Rogzow (avec Leppin, Neugasthof et Rogzower Mühle (de)) 61. Roman (avec Birkenfelde, Buchwald, Starsberg et Waldhaus) 62. Rossenthin (de) (avec Dassow (de), Kautzenberg et Wasserwerk Rossenthin) 63. Rützow 64. Rüwolsdorf (avec Alt Marrin, Neu Marrin et Vorwerk Kuhhagen) 65. Schleps 66. Schötzow (avec Vorwerk Schötzow (de)) 67. Schwedt (avec Althof, Ludwigshöh (de) et Mönchgrund) 68. Seefeld 69. Sellnow 70. Semmerow 71. Simötzel (avec Forsthaus Trienke (de), Schäferei Trienke (de), Trienke et Wilhelmsberg) 72. Spie (avec Baselerskaten) 73. Sternin (avec Kienow) 74. Stöckow (avec Neu Stöckow (de)) 75. Stolzenberg 76. Wartekow (avec Karkow, Karkower Mühle (de) et Neuland (de)) 77. Wobrow (avec Altstadt et Helenenhöhe (de)) 78. Zernin (avec Neu Zernin (de) et Ströpsack (de)) 79. Zwilipp (avec Fähre (de) et Pustar) |

### Communes dissoutes avant 1945
- Adlig Henkenhagen, Eigentum Henkenhagen et Fischerlage Henkenhagen, fusionnés en 1905 pour former la commune de Henkenhagen
- Neu Gandelin, incorporé à Gandelin en 1923
- Neu Sternin, incorporé à Sternin en 1923
- Alt Quetzin et Neu Quetzin, fusionnés pour former la commune de Quetzin (de) en 1928
- Groß Pobloth, fusionné avec les districts de domaine de Klein Pobloth et Groß Pobloth pour former la commune de Pobloth (de) en 1928

### Changements de nom
Le 14 juillet 1936, les orthographes des communes Altbork (anciennement : Alt Bork) et Neubork (anciennement : Neu Bork) sont "officiellement déterminées".

## Transports
La ville de Colberg est reliée au réseau ferroviaire de Belgard via Cörlin en 1859 par la compagnie de la ligne de Berlin à Stettin
La société de chemin de fer Altdamm-Colberg (de) établit une liaison directe avec Stettin via Naugard en 1882. À partir de 1899, il relie également Colberg à la capitale du district Köslin.
Le centre et le sud de l'arrondissement sont développés par des lignes à voie étroite exploitées par la chemin de fer léger de Colberg (de), dont l'arrondissement détient plus de 60 % du capital en 1939.
En 1895, la ligne de Colberg via Roman à Regenwalde est ouverte, ainsi que la jonction Groß Jestin-Stolzenberg
En 1899, la ligne vers l'arrondissement de Greifenberg-en-Poméranie suit, qui bifurque à Mühlenbruch.
En 1909, le tronçon Groß Jestin–Groß Pobloth est ajouté, qui est réalisé jusqu'à Cörlin en 1915. Le petit réseau ferroviaire représente ainsi près des deux tiers de l'ensemble du réseau ferroviaire de l'arrondissement.